# Justus (Rapper)
Justus (* 2. März 1977 in Berlin als Eric Steffen Keil; auch Double J) ist ein deutscher Rapper. Sein Künstlername ist eine Anlehnung an die Figur Justus Jonas aus der Hörspielreihe Die drei ???.

## Werdegang
Justus gründete 1994 zusammen mit seinen Freunden Fumanschu (Johannes Schroth), Martin B. (Martin Bütow) und Illo (Oliver Holschke) die Rapcrew Funkfüxe, in Anlehnung an die Jugendbuch- und Hörspielreihe Die Funkfüchse. In den Jahren von 1994 bis 1998 folgten drei Demotapes und auch ein Beitrag auf dem Berlin No.1 Vol.1 Sampler aus dem damaligen Royal-Bunker-Umfeld.
Justus war Mitbegründer der 1996 ins Leben gerufenen Masters of Rap (M.O.R.) und somit ein Pionier des deutschsprachigen Battle-Rap. 1999 veröffentlichte er über das Plattenlabel Royalbunker seine erste Solokassette Neue Wahrheit, auf welcher er von seinen Kollegen Kool Savas, Fumanschu, Martin B., Illo und Taktloss unterstützt wurde.
Kurz darauf erschien im Jahre 2000 das Splidttercrist-Tape. Splidttercrist ist ein von Eric Keil erfundener Charakter (vergleichbar mit Slim Shady, dem zweiten „Ich“ von Eminem), welcher Vermutungen nach sowohl den Wahnsinn als auch die Problematik der heutigen, aber auch früherer Gesellschaften in sich vereint. Auffallend ist, dass Splidtterchrist immer in der dritten Person von sich spricht und niemals selbst zu Wort kommt. Es wird somit nicht deutlich ob die zu hörende Person Splidttercrist oder jemand anderes darstellen soll.
2001 war Justus als Mitglied von M.O.R. auch mit starker Beteiligung auf deren Erstveröffentlichung NLP, wie auch auf der darauf folgenden EP NEP zu hören.
2002, im Jahr der Trennung von M.O.R. und ein Jahr nach dem Weggang von Kool Savas von M.O.R., veröffentlichte Justus sein Soloalbum Zeichen & Muster, wieder über Royalbunker. Als Features waren unter anderem die Funkfüxe, Marcus Staiger, Taktloss wie auch Meyah Don und B-a-di zu hören.
Ende 2005 erschien das M.O.R. Mixtape HipHop is still OK wieder mit Justus. Kurz darauf, im Mai 2006, veröffentlichte er gemeinsam mit Taktloss das Kollabo-Album Aus Liebe. Auf diesem Tonträger findet sich eine Mischung aus lyrischem Wahnwitz wieder, immer gepaart mit gesellschaftskritischen Aussagen.
Justus ist in der deutschen Rapszene für seinen extrem gesellschaftskritischen, oft absurd wirkenden Battle-Rap und die daraus resultierenden Punchlines bekannt und wird von vielen Hörern noch immer in erster Linie mit M.O.R. in Verbindung gebracht. Seinen Künstlernamen Justus Jonas (inzwischen Justus) gab er sich, da auf dem ersten Track der Funkfüxe jeder MC in eine Rolle aus Die drei ??? schlüpfte.
Über das Privatleben von Eric Keil ist nicht viel bekannt. Ein oft von ihm getragenes Napalm Death T-Shirt und eigene Aussagen in Interviews lassen darauf schließen, dass er Metal und auch Jazz bzw. Blues hört.
Eric Keil wohnt in Berlin-Zehlendorf, studierte Rechtswissenschaften an der Humboldt-Universität zu Berlin und arbeitet heute für einen Lobbyverband als "Bereichsleiter Personalwirtschaft, Organisation, Finanz- und Rechnungswesen". Im Juli 2016 veröffentlichte er im Korbinian Verlag die Novelle Raum in einem Raum, zu der er auch ein Hörbuch einsprach.

## Diskografie

### Alben
- 2002: Zeichen und Muster
- 2006: Aus Liebe (mit Taktloss)

### Sonstige
- 1999: Neue Wahrheit (Tape)
- 2000: Im Narbengarten (als Splidttercrist) (Tape)
- 2002: Dreck (EP)
- 2012: Imitierte Signale (Gratis-EP als "Splidttercrist" mit Taktloss als "Real Geizt")[7]
- 2016: Possee (Juice CD No 134 mit Team Avantgarde, Abroo, Boba Fettt, Headtrick, Gris & Meyah Don)
- 2018: alternatif_lifestile-dark.net.trap.couch (Visual EP)

### Mit M.O.R.
- 2001: NLP (Album)
- 2001: NEP (EP)
- 2005: HipHop is still OK (Mixtape)
- 2007: Simply the Best (Album)